# Харезм
 Харезм  (перс. خوارز) (или Хорезм и Хоразм) je, древни регион средње Азије са центром у подручју Аму Дарје, јужно од Аралског језера које обухвата модерни Узбекистан Таџикистан, Туркменистан и сјеверни Иран.
На западу се преко Персијске висоравни простирао све до обале Каспијског језера. На југу је био омеђен ca Хорасаном, на југоистоку Кангџуом и Согдијском Трансоксијаном,, на сјеверу земљом Алана, a на сјевероистоку земљом Хуна. Главни град је био Гурганџ или Кенеургенч (Стари Гурганџ).
Од краја 3. вијека главни град је био Кјат данашња административна јединица суверене Републике Каракалпакстан.
Крајем 10. вијека главни град је премјештен у Хиву, главни град Харезмског региона Узбекистана.
У модерној административној подјели Узбекистана средњовековни град Гурганџ или Кенеургенч назива се Ургенч и главни је административни центар Харезмског региона.